# Marco Iván Pérez
Marco Iván Pérez Riego (ur. 9 grudnia 1987 w mieście Meksyk) – meksykański piłkarz występujący na pozycji środkowego obrońcy.

## Kariera klubowa
Pérez jest wychowankiem akademii juniorskiej klubu CF Pachuca, do którego seniorskiej drużyny został włączony jako osiemnastolatek przez szkoleniowca Enrique Mezę, po kilkumiesięcznym pobycie na wypożyczeniu w drugoligowej filii zespołu – Indios de Ciudad Juárez. W meksykańskiej Primera División zadebiutował 29 listopada 2006 w zremisowanym 1:1 spotkaniu z Tolucą, przez następne kilka lat współtworząc prowadzoną przez Mezę najlepszą drużynę w historii klubu, odnoszącą sukcesy zarówno na arenie krajowej, jak i międzynarodowej. Pełnił jednak wyłącznie rolę rezerwowego dla stoperów takich jak Aquivaldo Mosquera, Leobardo López czy Julio Manzur, jedynie sporadycznie pojawiając się na boiskach. Już kilkanaście dni po swoim debiucie wygrał z Pachucą drugie co do ważności rozgrywki w Ameryce Południowej – Copa Sudamericana, zaś w wiosennym sezonie Clausura 2007 zdobył pierwsze w swojej karierze mistrzostwo Meksyku.
W 2007 roku Pérez triumfował również ze swoją ekipą w najbardziej prestiżowych rozgrywkach północnoamerykańskiego kontynentu – Pucharze Mistrzów CONCACAF, a także wygrał SuperLigę i zajął drugie miejsce w superpucharze Ameryki Południowej – Recopa Sudamericana. Wziął także udział w Klubowych Mistrzostwach Świata, podczas których Pachuca zajęła szóste miejsce. W 2008 roku, wciąż w roli głębokiego rezerwowego, ponownie wygrał ze swoim zespołem północnoamerykański Puchar Mistrzów oraz wystąpił na Klubowych Mistrzostwach Świata – tym razem jego drużyna spisała się lepiej niż poprzednio, zajmując czwartą lokatę. Bezpośrednio po tym wywalczył sobie pewne miejsce na środku obrony i w sezonie Clausura 2009 zdobył z Pachucą wicemistrzostwo kraju oraz zajął drugie miejsce w rozgrywkach kwalifikacyjnych do Copa Libertadores – InterLidze. Premierowego gola w najwyższej klasie rozgrywkowej strzelił natomiast 31 lipca 2009 w wygranej 3:1 konfrontacji z Querétaro.
Wraz z końcem roku Pérez został jednak ponownie relegowany do funkcji rezerwowego stopera Pachuki; w tej roli w 2010 roku po raz trzeci wygrał Ligę Mistrzów CONCACAF, a także wziął udział w Klubowych Mistrzostwach Świata. Na emirackich boiskach jego zespół spisał się jednak gorzej niż poprzednio, zajmując piąte miejsce w turnieju. W styczniu 2012, nie potrafiąc wywalczyć sobie miejsca w wyjściowym składzie, udał się na wypożyczenie do drugoligowego Club León na mocy współpracy pomiędzy obydwoma zespołami (posiadającymi wspólnego właściciela – Grupo Pachuca). Tam w sezonie Clausura 2012 triumfował w Liga de Ascenso, co na koniec rozgrywek 2011/2012 zaowocowało awansem Leónu do najwyższej klasy rozgrywkowej, jednak podobnie jak w Pachuce pełnił wyłącznie rolę głębokiego rezerwowego. Bezpośrednio po tym został wypożyczony do zespołu San Luis FC z siedzibą w San Luis Potosí, gdzie bez większych sukcesów spędził rok, również nie potrafiąc wygrać rywalizacji o miejsce na środku obrony.
Po powrocie do Pachuki, w sezonie Clausura 2014, Pérez zdobył drugie w swojej karierze wicemistrzostwo kraju, ani razu nie pojawiając się jednak wówczas na ligowych boiskach.
| Sezon     | Klub                    | Kraj   | Rozgrywki  | Mecze | Bramki |
| --------- | ----------------------- | ------ | ---------- | ----- | ------ |
| 2005/2006 | Indios de Ciudad Juárez | Meksyk | Ascenso MX | 1     | 0      |
| 2006/2007 | CF Pachuca              | Meksyk | Liga MX    | 5     | 0      |
| 2007/2008 | CF Pachuca              | Meksyk | Liga MX    | 12    | 0      |
| 2008/2009 | CF Pachuca              | Meksyk | Liga MX    | 18    | 0      |
| 2009/2010 | CF Pachuca              | Meksyk | Liga MX    | 23    | 3      |
| 2010/2011 | CF Pachuca              | Meksyk | Liga MX    | 11    | 0      |
| 2011/2012 | CF Pachuca              | Meksyk | Liga MX    | 0     | 0      |
| 2011/2012 | Club León               | Meksyk | Ascenso MX | 1     | 0      |
| 2012/2013 | San Luis FC             | Meksyk | Liga MX    | 9     | 2      |
| 2013/2014 | CF Pachuca              | Meksyk | Liga MX    | 11    | 0      |
| 2014/2015 | CF Pachuca              | Meksyk | Liga MX    |       |        |

## Kariera reprezentacyjna
W styczniu 2007 Pérez został powołany przez szkoleniowca Jesúsa Ramíreza do reprezentacji Meksyku U-20 na Mistrzostwa Ameryki Północnej U-20. Tam pełnił rolę podstawowego zawodnika swojej drużyny i rozegrał dwa z trzech możliwych spotkań, obydwa w wyjściowym składzie, nie wpisując się na listę strzelców. Jego kadra, pełniąca wówczas rolę współgospodarzy turnieju, z bilansem dwóch zwycięstw i remisu zajęła natomiast pierwsze miejsce w liczącej cztery zespoły grupie i zakwalifikowała się na rozgrywane kilka miesięcy później Mistrzostwa Świata U-20 w Kanadzie. On sam nie znalazł się jednak w składzie na młodzieżowy mundial.
W lipcu 2007 Pérez znalazł się w ogłoszonym przez trenera René Isidoro Garcíę składzie reprezentacji Meksyku U-23 na Igrzyska Panamerykańskie w Rio de Janeiro. Na brazylijskich boiskach był z kolei głównie rezerwowym zespołu narodowego i wystąpił w dwóch z pięciu meczów (z czego w obydwóch w pierwszym składzie), natomiast Meksykanie odpadli wówczas z męskiego turnieju piłkarskiego w półfinale, zdobywając ostatecznie brązowy medal na igrzyskach po pokonaniu Boliwii (1:0).